# Frank Rossavik
Frank Mauritz Rossavik (Norvégia, Stavanger, 1965. december 21. –) norvég újságíró és író.
1996–2008 között politikai főkommentátor volt a Bergens Tidende című újságnál. Eddig két könyve jelent meg, a Hei til EU című 2005-ben a Spartacus forlag kiadónál, majd 2007-ben a Stikk i strid. Ein biografi om Einar Førde című. Utóbbiért – amely Einar Førde hajdani norvég miniszterről és a NRK rádió- és tévétársaság igazgatójáról szóló biográfia – megkapta Norvégia legfontosabb irodalmi díját, a Brage-díjat a tényirodalom kategóriában.
Politológiai tanulmányait 1986-ban fejezte be a Bergeni Egyetemen (Universitetet i Bergen), 2004-ben pedig a brüsszeli Centre Européen de Recherches Internationales et Stratégiques nemzetközi politika szakán szerzett diplomát.
1987-88 között újságíróként dolgozott a stavangeri Rogalands Avis-ban, 1990-től a Baloldali Szocialista Párt (Sosialistisk Venstreparti, SV) sajtótitkára volt, 1992–1995 között pedig az Európai Mozgalom (Europabevegelsen) információs osztályának a vezetője volt.